# Agatha Raisin e la quiche letale
 Agatha Raisin e la quiche letale  è il primo romanzo giallo di Marion Chesney, scritto con lo pseudonimo di M. C. Beaton.
Nel romanzo fa la sua prima apparizione il personaggio di Agatha Raisin, una donna di cinquantatré anni che ha deciso di andare in pensione anticipatamente, vendendo la sua agenzia di pubbliche relazioni a Londra e trasferendosi nel suo “tranquillo” cottage nel villaggio di Carsely, tra le colline dei Cotswolds.
Da questo romanzo è stato tratto il film omonimo del 2014 che precede la serie televisiva Agatha Raisin del 2016.

## Trama
Nel suo primo caso, Agatha è appena arrivata a Carsely e sente parlare di un concorso di quiche. Fermamente intenzionata a entrare subito a far parte della comunità (nel villaggio tendono a mantenere le distanze dai "forestieri") ed essendo peraltro del tutto incapace di cucinare, compra una quiche in un rinomato negozio di Londra e con quella partecipa alla gara, indignandosi quando non viene proclamata vincitrice. Però più tardi il giudice del concorso, Reg Cummings-Browne, mangiando un'altra fetta, morirà avvelenato dalla cicuta mischiata agli spinaci nella quiche di Agatha. Frustrata dall'accaduto, Agatha dovrà mettere a repentaglio la sua stessa incolumità per scoprire chi ha avvelenato il giudice e quindi far cancellare il proprio nome dalla lista degli indiziati.

## Personaggi
- Agatha Raisin: protagonista e voce narrante
- Bill Wong: detective della polizia e amico
- Mrs Margaret Bloxby: moglie del pastore
- Roy Silver: ex collega di lavoro della società di pubbliche relazioni di cui Agatha era proprietaria
- Doris Simpson: la signora delle pulizie
- Il pastore Alf Bloxby: vicario di Carsely
- Reg Cummings-Browne: giudice del concorso e vittima della quiche
- Vera Cummings-Browne: moglie di Reg

## Edizioni
- M. C. Beaton, Agatha Raisin e la quiche letale, traduzione di Marina Morpurgo, Astoria Edizioni, 2011,  p. 257, ISBN 978-88-96919-05-7.